# Samantha Droke
Samantha Raye Droke (ur. 8 listopada 1987 w De Leon) – amerykańska aktorka.
Córka Lyndon i Synthia Droke. W dzieciństwie interesowała się muzyką i modelingiem, a następnie jej interesy zaczęły przesuwać się w kierunku aktorstwa. Samantha zaczęła jako modelka i aktorka w teatrze i reklamach lokalnie. Została odkryta przez agenta Nicole Conner w wieku piętnastu lat. Jej rodzina sprzedała wszystko co mogła, by Samantha mogła przeprowadzić się do Los Angeles. Karierę aktorską zaczęła w wieku 18 lat.

## Filmografia
- 2005 – Porozumienie jako Jenny
- 2005 – Jane Doe: The Wrong Face jako Jen
- 2006 – Faceless jako Underaged girl
- 2006 – Don’t Be Scared jako Jessica
- 2008 – Horton słyszy Ktosia jako córka burmistrza (głos)
- 2008 – Sąsiadka jako Erin
- 2009 – Program ochrony księżniczek jako Brooke
- 2011 – Seconds Apart jako Eve

## Seriale
- 2005–2008 – Nie ma to jak hotel jako Wanda (gościnnie)
- 2006 – Kochane kłopoty jako Bonnie (gościnnie)
- 2007 – Arwin – Summer
- 2007 – Cory w Białym Domu jako Sarah (gościnnie)
- 2009 – Eastwick – Stephie
- 2008–2009 – Poor Poaul – Bonnie
- 2010 – Medium jako Charlotte Spencer  (gościnnie)
- 2010 – CSI: Kryminalne zagadki Las Vegas jako Cindy Medina (gościnnie)